# Усцянек-Великий
Усцянек-Великий (пол. Uścianek Wielki) — село в Польщі, у гміні Заремби-Косьцельні Островського повіту Мазовецького воєводства.
Населення — 184 особи (2011).
У 1975-1998 роках село належало до Ломжинського воєводства.

## Демографія
Демографічна структура станом на 31 березня 2011 року:
|          | Загалом | Допрацездатний вік | Працездатний вік | Постпрацездатний вік |
| -------- | ------- | ------------------ | ---------------- | -------------------- |
| Чоловіки | 88      | 12                 | 64               | 12                   |
| Жінки    | 96      | 19                 | 44               | 33                   |
| Разом    | 184     | 31                 | 108              | 45                   |